# 287829 Juancarlos
287829 Juancarlos este o planetă minoră (asteroid) din centura de asteroizi. A fost descoperită pe 23 septembrie 2003 la  de Alfredo Sota⁠(d). 
Obiectul prezintă o orbită caracterizată de o semiaxă mare de 2,6494680102806 UAi, o excentricitate de 0,016235134258647, o înclinație de 2,6387992711063 ° în raport cu ecliptica.